# Ератира
Вижте пояснителната страница за други значения на Селица.
Ера̀тира, още Сѐлица или Селце (на гръцки: Εράτυρα, до 1928 година Κατωχώρι, Катохори, катаревуса Κατωχώριον, Катохорион, до 1927 година Σέλιτσα, Селица), е градче в Република Гърция, в дем Горуша (Войо), област Западна Македония.

## География
Ератира е разположено на 780 m надморска височина, в западните склонове на планината Синяк (Синяцико), на 40 km югоизточно от град Костур и на 15 km северно от Сятища.
Северно от Ератира, на 3 km източно от пътя за Намата (Пипилища) е разположен Домовищкият манастир „Света Параскева“, единствената оцеляла сграда от село Домовища (Филурия).

## История

### Етимология
Етимологията на Селица е от славянското „селища“, множествено число на „селище“, което е от „село“. Според „Българския етимологичен речник“ етимологията е направо от „село“.

### В Османската империя
Селото е засвидетелствано в XVI век – споменава се в Завордската кондика в периода 1534 – 1692 година с два записа и след 1699 година с пет. Формата на името е Селица (Σέλιτσα), Селидза (Σέλιτζα), Селдза (Σέλτζα), Селнидза (Σέλνιτζα). По-късно в списъка на Неофит от 1797 година е посочено като „Паланка: Селица“ (Κωμόπολις: Σέλιτζα), тоест малкото селище се е разраснало. През XVIII век Селица процъфтява подобно на съседната Сятища. Въпреки че има случайни нападения на нередовни албански войски, селището е богато и има стабилна културна традиция. Икономическият и културен разцвет се дължи на голямото производство на селскостопански и занаятчийски продукти, като местните търговци разпространяват продукцията си в Сърбия, Румъния и Австрия. Честите търговски контакти със западните страни водят до появата на голяма търговска класа с икономическа мощ. Финансовият капитал, придобит от емигрантите, е инвестиран в родината им чрез създаване на внушителни имения, строеж и реконструкция на храмовете и иконографията във вътрешността им. Ерата на духовното пробуждане и икономическия просперитет на Селица се свързва с присъствието на митрополит Зосим II, чието име се среща на два ктиторски надписа в селището.
Северно от Ератира, в подножието на Синяк е разположен Ератирският манастир „Свети Атанасий“ от XVI век, като сегашният католикон е от 1797 година. Централната църква „Свети Георги“, голяма петкорабна базилика, е от 1844 година. По пътя за манастира има две църкви – „Света Богородица“ от 1763 година и „Свети Николай“, изписана в 1737 година. На хълм югозападно от селото е „Възнесение Господне“, която е от 1736 година. Край селото има още две църкви „Свети Димитър“ и до нея „Свети Николай“, нови храмове, изграден върху основите на по-стари. На изхода на селото е църквата „Света Троица“, също построена върху разрушена стара. В северния край на селото е гробищната църква „Свети Апостоли“. Ератира има и две църкви „Свети Илия“. Едната на края на селото – „Свети Илия Долен“ (Χαμηλός Αηλιάς), изградена в 1860 година, а другата на едноименния хълм Айлия (Αηλιά).
В XIX век Селица е паланка в Сятищка нахия на Населишка каза. Александър Синве („Les Grecs de l’Empire Ottoman. Etude Statistique et Ethnographique“) в 1878 година пише, че в Селица (Sélitza), Сисанийска епархия, живеят 4200 гърци. В 1889 година Стефан Веркович (Топографическо-этнографическій очеркъ Македоніи) пише за Селица:
| „ | От Сачиста право на север на два часа и половина път... се намира малкият градец Селица, който някога е бил подчинен на Еласонската каза и подобно на Сачиста е бил султанско село. По времето на Али паша е присъединен към Костурска каза и става имлак-вакъф... Чужденците, попаднали в този град, са много доволни от климата му и прекрасното местоположение. Къщите тук са високи и красиви, каквито няма в Сачища и може да се предполага, че жителите му са водили навремето широка търговия и са били по-богати от сегашните. В това градче има 570 – 580 къщи, но населението в него ежегодно се увеличава заедно с броя на къщите. Има два храма – голямата и красива църква „Свети Великомъченик Димитър“ и църквата „Свети Никанор“... Има едно обществено училище, в което се учат 280 ученика от двата пола, едно гръцко с 25 – 30 ученика... един хан, 60 – 70 магазина, търговски обекти и занаятчийски дюкяни... Подобно на Сачища, Клисура, Блаца Селица се управлява автономно, тук има правителствен чиновник, назначаван от Битоля или от главния град на каазата, който се казва забит. Той следи за порядъка, наказва с арест и решава гражданските процеси, които не надвишават 500 – 1000 пиастра. | “ |

Според статистиката на Васил Кънчов („Македония. Етнография и статистика“) в 1900 година Селце (Селско) е „малък градец с чаршия и добър пазар“ и има 2300 жители гърци.
На Етнографската карта на Битолския вилает на Картографския институт в София от 1901 година Селца е чисто гръцко село в казата Населица на Серфидженския санджак с 460 къщи.
Според статистика на Серфидженския санджак на гръцкото консулство в Еласона от 1904 година в Селища (Σέλιστα), Населишка каза, живеят 2500 гърци елинофони християни.
По данни на секретаря на Българската екзархия Димитър Мишев („La Macédoine et sa Population Chrétienne“) в 1905 година в Селце (Seltzé) има 2300 гърци.

### В Гърция
През Балканската война в 1912 година в селото влизат гръцки части и след Междусъюзническата в 1913 година Селица остава в Гърция. В 1927 година е прекръстено на Катохори, но на следната 1929 година името на селото отново е сменено на Ератира. В 20-те години в селото са заселени малко гърци бежанци, които в 1928 година са 3 семейства или 7 души.
Населението традиционно произвежда жито, картофи, тютюн и други земеделски продукти, като се занимава и със скотовъдство.
| Име            | Име            | Ново име | Ново име | Описание                         |
| -------------- | -------------- | -------- | -------- | -------------------------------- |
| Мегали Грендия | Μεγάλη Γρεντιά | Просилио | Προσήλιο | местност в Синяк на С от Ератира |

| Година    | 1913 | 1920 | 1928 | 1940 | 1951 | 1961 | 1971 | 1981 | 1991 | 2001 | 2011 | 2021 |
| --------- | ---- | ---- | ---- | ---- | ---- | ---- | ---- | ---- | ---- | ---- | ---- | ---- |
| Население | 2680 | 1935 | 2359 | 2430 | 2836 | 1459 | 1535 | 1470 | 1460 | 1406 | 1097 | 738  |

## Личности
Родени в Ератира
- Александрос Дзонис (1877 – 1951), гръцки архитект
- Василиос Йоану и Николаос Йоану, братя зографи, изписали „Свети Архангели“ в Куско[26]
- Георгиос Дафинис, гръцки андартски деец
- Георгиос Мануил (около 1780 – след 1854), зограф
- Зикос (около 1780 – 1873), свещеник и зограф
- Мануил Георгиу (? – след 1869), зограф
- Милтиадик К. Дзонис, гръцки журналист и издател
- Николаос Коляс, гръцки андартски деец
- Теофан Сятистевс (1790 – 1868), гръцки духовник и революционер
- Томас Икономидис (Томас Папазику), свещеник и зограф, син на поп Зикос